# Roman Romanowitsch Rosen

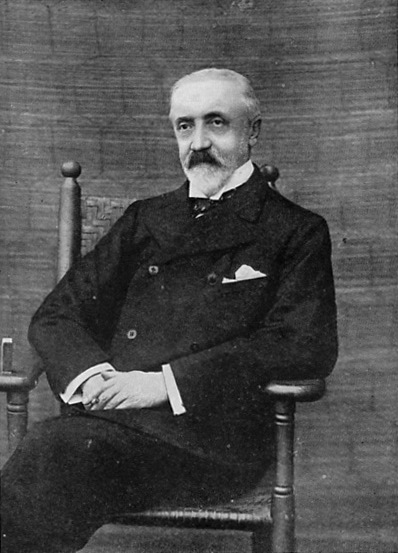
Baron Roman Romanowitsch Rosen

Baron Roman Romanowitsch Rosen (russisch Роман Романович Розен; * 12. Februarjul. / 24. Februar 1847greg. in Reval; † 31. Dezember 1921 in New York) war ein deutsch-baltischer Adliger und kaiserlich-russischer Diplomat.

## Leben
Roman Rosen entstammte dem estländischem Geschlecht von Rosen, sein Vater war Robert Gottlieb von Rosen. 1864 bis 1865 studierte er an der Kaiserlichen Universität Dorpat. Er diente 1904 bis 1911 als russischer Botschafter in den Vereinigten Staaten. Zuvor war er unter anderem als russischer Botschafter in Japan und Bayern. Bei den Verhandlungen zum Vertrag von Portsmouth (1905) gehörte er der russischen Delegation unter der Leitung von Sergei J. Witte an.
Nach der Oktoberrevolution floh er aus der Heimat mit seiner Familie nach Schweden und später in die Vereinigten Staaten von Amerika.